# Гудыменко, Юрий Владимирович
Юрий Владимирович Гудыменко (укр. Юрій Володимирович Гудименко; род. 14 декабря 1987, Запорожье, Украинская ССР) — украинский политический деятель, блогер, телеведущий, публицист, писатель-сатирик. Сооснователь политической партии «Демократическая Секира» (Демократична Сокира), от списка которой был выдвинут в Киевский городской совет на выборах 2020 года. С начала вторжения России в Украину  — на военной службе, младший сержант ВСУ.
В 2018 году занял 8-е место в рейтинге блогеров от телеканала ICTV.

## Биография
Родился 1987 году в Запорожье. Среднее образование получил в школе № 30, поступил в Запорожскую государственную инженерную академию. Был отчислен в 2005 году, в том же году поступил на исторический факультет Запорожского национального университета, где получил полное высшее образование и диплом историка-педагога. Одновременно с учёбой работал механиком ночной смены.
С 2008 года начал активно заниматься политикой и активизмом, проводить уличные акции националистического толка. Был неоднократно задержан и привлечен к административной ответственности, в частности во время маршей в честь дня рождения Шухевича и марша УПА в Запорожье в октябре 2009 года, который был запрещён судом, но несмотря на это, был проведён и завершился столкновениями со сторонниками Партии регионов и стрельбой. Гудыменко, как организатора марша, задержали вместе с восемью участниками событий и присудили штраф.
В 2010 году был задержан за обливание краской памятника Дзержинскому в день установления в Запорожье памятника Сталину. Свои действия объяснил политическим протестом. По этому поводу было открыто уголовное дело, которое вскоре было приостановлено. В том же году 31 декабря был взорван взрывчаткой памятник Сталину в Запорожье. Через несколько часов после этого события Гудыменко задержали в его квартире и освободили после 18-часового допроса.
10 января 2011 Юрия задержали прямо на улице и доставили в изолятор временного содержания, а затем в СИЗО. В общем находился в заключении два месяца, после чего был приговорен к двум годам лишения свободы условно по ч.2 ст. 296 УК Украины — «Хулиганство». Официальная причина осуждения — обливание краской памятника Дзержинскому в 2010 году.
После Революции Достоинства по представлению Генерального прокурора Украины Октябрьский районный суд отменил приговор Гудыменко и другим политзаключенным в аналогичных делах.
Во время пребывания в СИЗО начал писать очерки, после освобождения опубликовал их в своем блоге и начал работать корреспондентом в местной газете «Суббота плюс». Через год стал руководителем отдела новостей на региональном телеканале «ТВ-Голд», ещё через год — главным редактором газеты «Мрия» и директором предприятия «Мрия-Нова», а после слияния предприятия с медиахолдингом «Глобал Медиа Холдинг» — первым заместителем генерального директора холдинга.
2016 уволился из холдинга и вместе с партнером по бизнесу стал соучредителем новостного сайта «Форпост». Через год переехал в Киев, где сотрудничал с сайтами «ТСН», «Фокус», «Петр и Мазепа» и другими, а также на волонтерских началах вел еженедельную историческую передачу на военном радио «Армия FM».
2018 начал сотрудничать с «5 каналом», где вел блогерскую телепередачу «блогпост» и шоу «блогпост: Hate Night Show».
24 мая 2019 прекратил сотрудничество с «5 каналом», в связи с регистрацией политической партии «Демсокира».
После начала полномасштабного вторжения России в Украину 24 февраля 2024 года вступил в ряды ВСУ, воевал в подразделении сапёров и 27 июня того же года был тяжело ранен в районе Дементьевки Харьковской области. В декабре 2022 года был награждён орденом «За мужество» и почетным нагрудным знаком «Стальной крест».

## Политическая деятельность
Начинал политическую деятельность в националистическом движении, был одним из лидеров немногочисленной националистической организации. В 2010 году стал членом ВО «Свобода» и заместителем руководителя Запорожской областной организации по молодёжным вопросам, баллотировался по спискам партии в Запорожский горсовет. В следующем году вышел из партии и оставил должность. В период с 2016 по 2017 года возглавлял агитационный отдел Запорожской областной организации партии «Солидарность — Блок Петра Порошенко», был помощником народного депутата Игоря Артюшенко, бывшего лидера запорожского Евромайдана.
Во время работы журналистом был автором нескольких политических расследований и участником многочисленных скандалов. В частности, по его идее в Запорожье за счет газеты «Суббота плюс» появился антисталинский билборд с изображением Гитлера с подписью «Чем я хуже Сталина? Поставьте и мне памятник!» . В тот же день билборд был уничтожен коммунальщиками. Гудыменко также связывают с установлением в Запорожье ряда билбордов, которые обвиняли в плохой экологической ситуации в городе олигарха Рината Ахметова в 2017 году.
В 2012 году Гудыменко не был допущен к Президенту Украины Виктору Януковичу во время визита последнего в Запорожье: ночью за несколько часов до начала визита сотрудники милиции силой ворвались в жилище журналиста и вручили ему повестку в райотдел раз на тот час, когда должен был начинаться визит . Главный редактор газеты «Суббота плюс» Богдан Василенко заявил, что получил звонок от губернатора с требованием не допускать к Януковичу судимого журналиста, но отказал. Пресс-секретарь Виктора Януковича Дарья Чепак отвергла наличие такого мотива у правоохранителей.
Был участником Евромайдана в Запорожье, во время разгона 26 января 2014 был избит неизвестными. После начала войны стал инициатором создания сайта «Операция Бабочка», одной из первых баз данных на пророссийских жителей Украины (позже сайт вошёл в проект «Миротворец», сейчас работает как одно из зеркал сайта).
В сотрудничестве с «Миротворцем» исследовал дампы (архивы) сломанных проукраинскими хакерами электронных ящиков патриотов Украины, вычислил и назвал имена трех шпионов «ДНР», которые работали на разных должностях в Запорожье и передавали важные данные террористам. Награждён неофициальным знаком «Миротворца».
В 2015 году после публикации Гудыменко о бывшем служащем «Беркута», который в Запорожье встал на защиту пенсионера с «георгиевской лентой», фракция «Народный фронт» внесла законопроект, а Верховная Рада принят закон о запрете «Георгиевской ленты» на территории Украины. Самого фигуранта скандала уволили из рядов полиции.
Весной 2018 вместе с несколькими другими блогерами начал процесс создания политической партии «Демократическая Сокира», отвечал за публичные акции партии, в частности, был организатором митингов за право владеть землей, в поддержку налога на выведенный капитал и марша за право на самозащиту ("Марш 11 % ") в Киеве. Был организатором нескольких антироссийских и антикоммунистических мероприятий партии, в частности акции «Бессмертный орк» 9 мая 2018 г. в Киеве и пародийных «поминальных» акций под зданием посольства РФ после смертей певца Кобзона и бывшего «лидера ДНР» Захарченко.

## Блогер
По состоянию на январь 2019 страница Гудыменко в Facebook имела около 35 тыс. подписчиков. Самым популярным текстом Гудыменко оставался рассказ о «Тресковых войнах» между Исландией и Великобританией, который только на одном из сайтов набрала полмиллиона просмотров и 20 000 распространений. Этот текст, как и ряд других текстов Гудыменко, фигурировал (без имени автора) на сайте anekdot.ru.

## Инициативы
- В 2018 году на территории Министерства обороны Украины торжественно открыт Зал памяти воинов Вооруженных сил Украины и Колокол памяти, который ежедневно отбивает количество ударов в соответствии с количеством погибших в этот день украинских военных. Идею колокола подал советнику Президента Украины Юрию Бирюкову Юрий Гудыменко[29], который присутствовал[30] на торжественном открытии мемориала.
- Был одним из инициаторов флешмоба «Бессмертный волк» в Запорожье на противодействие флешмобу «Бессмертный полк», который Гудыменко характеризовал как пророссийскую провокацию. Несколько десятков человек заблокировали участников акции под запорожской мэрией, держа в руках портреты героев сериала «Игра престолов» в форме советской армии[31][32].
- Юрий был инициатором обновления дизайна военных плакатов. По его идеей на сайте «Петр и Мазепа» был проведен конкурс под эгидой Министерства обороны и Министерства информационной политики. Зимой 2018 на улицах появились билборды и ситилайты с плакатами дизайна победителей конкурса[33].
- В 2022 году Юрий Гудыменко в коллаборации с креативным брендом одежды POHUY запустили линию качественной одежды для раненых украинских бойцов. Проект получил название «Несокрушимым POHUY»[34][35].
- В декабре 2022 года Гудыменко зарегистрировал петицию об обязательной маркировке продукции брендов, работающих в России. Он предложил наносить информацию о работе бренда в России на лицевую сторону товара большими красными буквами. Кроме того, предлагается обязать торговые сети размещать товар от таких производителей в отдельно отведенной зоне с нанесением информационных отметок по происхождению продукции[36].
- Во время реабилитации после боевого ранения в 2023 году у Юрия возникла идея о совместном проекте, объединившем вокруг себя команду волонтеров, военных, общественных деятелей. Так был основан БФ "Украинская фундация «Мечта». Фонд занимается гуманитарной, юридической и образовательной помощью семьям погибших и пропавших без вести защитников, военнопленных и гражданских пленников[37][38].
- В 2023 году Гудыменко обратился с инициативой в Верховную Раду разработать законопроект о создании флага в память о пропавших и пленных защитниках. По замыслу младшего сержанта, флаг должен висеть над каждым из важных государственных учреждений до тех пор, пока последний из воинов не вернется домой[39][40][41]
- В 2024 году стал инициатором обращения от ветеранов российско-украинской войны к членам Конгресса Соединенных Штатов Америки с просьбой ускорить предоставление Украине финансовой помощи[42].

## Факты
- В январе 2018 года в Запорожье трагически погиб ребёнок двух сокурсников Гудыменко (на него упал из окна самоубийца). Во время похорон священник УПЦ (МП) отказался отпевать ребёнка, ссылаясь на то, что он был крещён в неканоническом Киевском патриархате[43] . Блогер написал пост об этом событии и предложил всем, кого возмутило решение священника, принести кукол в церкви Московского патриархата. Флешмоб «Принеси куклу» приобрёл большую огласку, куклы появлялись под стенами зданий УПЦ (МП) по всей Украине, от Крыма до Киева и от Закарпатья до Славянска[44]. Также произошло несколько столкновений сторонников УПЦ (МП) с активистами: в частности в Запорожье представители организации «Радомир» избили участников АТО, которые принесли куклы к одной из церквей[45], а в Киеве произошло столкновение под Киево-Печерской Лаврой при участии представителей организации С14 и священников Московского патриархата[46][47].
- в 2018 году во время развертывания религиозного конфликта между РПЦ и украинской церковью заявил о создании пародийной «Пылающей церкви Матриархального Патриархата» (сокращенно — ПЦ МП, как пародия на УПЦ МП), которая должна служить богу Рьглору, огненном богу из книг и сериала «Игра престолов», а себя провозгласил «Большим понтификом»[48] . Документы для официальной регистрации церкви как религиозной общины были поданы в нескольких инстанций. Вместе с «прихожанами» был участником нескольких акций в поддержку фигурантов «Дела архитекторов», которые были задержаны за попытку поджога незаконно построенной церкви Московского патриархата.